# José Ambrocio
José Santos Ambrocio Greifo (ur. 27 października 1992) – peruwiański zapaśnik walczący w stylu wolnym. Piąty na mistrzostwach panamerykańskich w 2014, 2017 i 2025. Srebrny medal na igrzyskach boliwaryjskich w 2013. Mistrz Ameryki Południowej w 2017, a drugi w 2011, 2014, 2015 i 2016 roku. Jego brat Pool Ambrocio jest również zapaśnikiem.